# Ahmed El-Shenawy
Ahmed Nasr El-Shenawy (født 14. maj 1991, arabisk: أحمد الشناوي) er en egyptisk fodboldspiller der spiller som målmand for den Egyptiske Premier League-klub Pyramids FC. Han har tidligere bl.a. spillet for Al-Masry.
Han vandt en pris som bedste målmand under U/20 Afrikamesterskabet 2012, hvor Egypten kom på en tredjeplads. Han vandt også en pris for bedste sportsånd. Han debuterede i 2011 for det egyptiske seniorhold og spillede sine to første kampe mod henholdsvis Niger og Brasilien. Efter Al-Masrys nedrykning, blev El-Shenawy udlånt til Zamalek SC.